# Iglesia de San Policarpo (Cortás)
La iglesia de Sant Policarp de Cortàs está situada en una pequeña cima de la entidad de población de Cortás perteneciente al municipio de Bellver de Cerdaña de la comarca la Baja Cerdaña. (España).
Sale nombrada, junto la parroquia de Éller a finales del siglo X en el acta de consagración de la Seo de Urgel.

## Edificio
Construido hacia la mitad del siglo XII, es de un románico austero sin ningún tipo de ornamentación. Consta de nave única con ábside desviado hacia la izquierda de bóveda semicircular y la bóveda de la nave apuntada está construida posteriormente. En el centro del ábside tiene una pequeña ventana, la única de que dispone el templo. En ambos lados de la nave se añadieron dos capillas laterales y la sacristía en reformas posteriores. Tiene una pequeña pila bautismal con ornamentación tallada.